# Sitio de Pizzighettone
El sitio de Pizzighettone fue el primer gran enfrentamiento militar en las campañas del norte de Italia de la guerra de sucesión polaca. Tropas de Francia y del Reino de Cerdeña se acercaron el 11 de noviembre de 1733 a la fortaleza de Pizzighettone, en la Lombardía austriaca, comenzando las operaciones de asedio el 15 de noviembre. El 30 de noviembre, el comandante de la guarnición austriaca negoció una capitulación por la cual se comprometía a retirarse hacia Mantua el 9 de diciembre si no llegaban refuerzos. Dado que no llegó ningún auxilio para esa fecha, la guarnición de la fortaleza se retiró con plenos honores el 9 de diciembre de 1733.
Días después las tropas franco-sardas asediaron la ciudad de Milán, tomándola el 2 de enero de 1734.
- Datos: Q3625513
- Multimedia: Siege of Pizzighettone / Q3625513